# بریکسی (میزوری)
بریکسی (به انگلیسی: Brixey) یک منطقهٔ مسکونی در ایالات متحده آمریکا است که در میزوری واقع شده‌است. بریکسی ۳۰۰ متر بالاتر از سطح دریا واقع شده‌است.